# David Guerrier
Pour les articles homonymes, voir Guerrier (homonymie).
David Guerrier, né le 2 décembre 1984 à Pierrelatte (Drôme), est un trompettiste et corniste français.

## Biographie
David Guerrier commence ses études musicales en 1990 au Conservatoire à rayonnement intercommunal du Tricastin d'abord au piano, puis à sept ans, il commence la trompette dans la classe de Serge Vivarès. Il rencontre Pierre Dutot à Grasse en 1994 lors d'un stage et rejoint sa classe au  conservatoire national supérieur de musique et de danse de Lyon en 1997 après avoir obtenu une dérogation spéciale vu son jeune âge (13 ans). Il s'y perfectionne jusqu'en 2000, apprenant également la trompette baroque avec Jean-François Madeuf, développant déjà son goût pour jouer les œuvres étudiées sur les instruments d'origine de la composition. À onze ans, il participe à l'École des fans consacrée à Maurice André, il remporte cinq ans plus tard le 1er grand prix de la Ville de Paris du Concours de trompette Maurice-André.
Il commence le cor en 2002 et devient très rapidement cor solo de l'Orchestre national de France.
En 2004, il est désigné Soliste instrumental de l’année aux Victoires de la musique classique en tant que trompettiste. Il obtient le même prix en 2007 en interprétant le deuxième mouvement du Concerto de Henri Tomasi avec l'Orchestre national de France.
David Guerrier étudie le cor au CNSMD de Lyon jusqu'en juin 2006, se présente au poste de professeur de cor dans le même établissement et est titularisé dès septembre suivant. Mais la direction du conservatoire de Lyon ne voulant pas qu'il soit à la fois élève et professeur, il doit démissionner du rang d'élève pour pouvoir enseigner. Il est membre de la Chambre philharmonique (E. Krivine). Il a été également cor solo de l'Orchestre national de France (K. Masur) de 2004 à 2009 puis à l'Orchestre philharmonique du Luxembourg (E. Krivine) de 2009 à 2010.
Actuellement, il est Premier Trompette solo de l'Orchestre Philharmonique de Radio France.
David Guerrier joue également du tuba, du trombone, du violon et de l'ophicléide[réf. souhaitée].
Il attache une importance toute particulière à interpréter les œuvres du répertoire sur les instruments d'époque. En 1998, il fonde avec le trompettiste Guillaume Jehl, le corniste Antoine Dreyfuss, le tromboniste Antoine Ganaye et le tubiste Fabien Wallerand, le quintette de cuivres Turbulences qui fait redécouvrir le répertoire original en l'interprétant sur instruments d'époque.
En octobre 2023, il est nommé trompette solo du Philharmonique de Berlin.

## Discographie
Sa discographie comprend notamment :
- le septuor de Saint-Saëns avec les frères Renaud et Gautier Capuçon et Frank Braley
- le 4e concerto pour cor de W.A. Mozart et le concerto pour trompette de Leopold Mozart avec l'Ensemble orchestral de Paris (John Nelson)
- le Konzertstück pour 4 cors et orchestre de Schumann avec La Chambre Philharmonique (Emmanuel Krivine), avec les cornistes Antoine Dreyfuss, Emmanuel Padieu et Bernard Schirrer, jouant tous sur cors viennois
- deux titres sur le second album du quatuor Anemos (trombones) - Anemos & Co - qui sont le Carnaval de Venise de J-B Arban et Teutatès, fantaisie mystique d'A. Corbin, avec l'ensemble Turbulences (D. Guerrier, au cornet à pistons, Antoine Ganaye à l'ophicléide et Chloé Ghisalberti au piano.

## Anecdote
Dans le milieu musical, David Guerrier est parfois surnommé « l'extraterrestre ». En effet, c'est le seul musicien qui soit parvenu à maîtriser à la fois la trompette et le cor, cette association étant morphologiquement extrêmement difficile, d'où son surnom. Ce surnom est également dû à sa précocité.

## Prix et distinctions
- 2000 - Premier prix du Concours de trompette Maurice-André à Paris.
- 2001 - Premier prix du Concours Philys Jone avec le Quintette de cuivres Turbulences.
- 2003 - Prix AFAA au Midem à Cannes.
- 2003 - Prix Young Concert Artist Auditions à New York.
- 2003 - Premier prix de l'ARD de Munich.